# Фундаментальная библиотека Санкт-Петербургского государственного политехнического университета
Фундаментальная библиотека Санкт-Петербургского государственного политехнического университета (ФБ СПбГПУ) — открылась одновременно с  Санкт-Петербургским политехническим институтом в 1902 году и в настоящее время является одной из крупнейших в городе.
В создании библиотеки и формировании её фондов принимали участие ведущие ученые Санкт-Петербургского политехнического института, члены библиотечной комиссии Ф. Ю. Левинсон-Лессинг, М. А. Павлов, А. С. Посников, И. В. Мещерский, И. М. Гревс и др.
С реорганизацией в 1930 году Политехнического института и образованием отраслевых вузов, учебный фонд библиотеки был разделен между ними. В период 1932—1934 гг. библиотека функционирует как Ленинградская научная библиотека сектора кадров Наркомата тяжелой промышленности.
В настоящее время Фундаментальная библиотека, являющаяся структурным подразделением СПбГПУ, решает задачи обеспечения подготовки специалистов высшего звена, научных исследований, гуманитарного просвещения и воспитания.